# Togianboeboekuil
De togianboeboekuil (Ninox burhani) is een vogel uit de familie Strigidae (Echte uilen). Deze uil is pas aan het begin van deze eeuw ontdekt en in 2004 beschreven als een nieuwe soort.

## Verspreiding en leefgebied
Deze soort is endemisch op de Indonesische Togian-eilanden, een archipel bij Sulawesi.

## Status
De grootte van de populatie wordt geschat op 1500-7000 volwassen vogels. Op de Rode lijst van de IUCN heeft deze soort de status gevoelig.